# Le Dernier Jaguar
Pour plus de détails, voir Fiche technique et Distribution.
Le Dernier Jaguar est un film franco-italo-canadien réalisé par Gilles de Maistre et sorti en 2024.

## Synopsis
La jeune américaine Autumn Edison a grandi dans la forêt amazonienne au sein d'une tribu indigène. Un jour, elle recueille un bébé jaguar femelle devenue orpheline. Surnommée Hope, le jaguar devient très vite le meilleur ami de la fillette. Cependant, tout bascule quand la mère d'Autumn, une fervente militante dans la lutte contre le trafic d'animaux, est assassinée par des trafiquants. Autumn est contrainte de quitter Hope et la jungle avec son père pour partir vers New-York.
Les années passent et Autumn devient adolescente. Un jour, le père d'Autumn reçoit une lettre de la part d'Oré, le chef de leur ancienne tribu. Oré lui apprend que Hope est en danger en raison du trafic d'animaux, et qu'elle est la dernière de son espèce dans cette partie de la forêt. Malgré l'interdiction de son père, Autumn retourne en Amazonie pour sauver l'animal. Suivie par sa professeure de Biologie névrosée mais bienveillante, Mme Shymore, Autumn va devoir traverser l'Amazonie et lutter contre des trafiquants sans scrupules pour sauver Hope, l'ami d'enfance qu'elle va retrouver.

## Fiche technique
Sauf indication contraire, les informations mentionnées dans cette section peuvent être confirmées par les bases de données cinématographiques IMDb et Allociné,  présentes dans la section « Liens externes ».
- Titre anglophone international : Autumn and the Black Jaguar
- Titre français : Le Dernier Jaguar
- Réalisation : Gilles de Maistre
- Scénario : Prune de Maistre et Gilles de Maistre
- Musique : Armand Amar
- Direction artistique : Sandro Valdez
- Costumes : Julia Patkos
- Photographie : Olivier Laberge
- Montage : Julien Rey
- Production : Catherine Camborde, Marco Colombo, Gilles de Maistre, Mattia Della Puppa, Sylvain Proulx et Jonathan Vanger

Producteurs délégués : Mark Slone, Nicole Soriano et Carole Vaillancourt
- Sociétés de production : Mai Juin Productions, Studiocanal, Wishing Tree Productions et Adler Entertainment ; avec la participation de la SODEC, de la CAVCO, de Canal+ et de Ciné+
- Sociétés de distribution : Photon Films and Media (Canada), Studiocanal (France)
- Budget : 10 millions d'euros[1]
- Pays de production :  France,  Canada,  Italie[2]
- Langue originale : anglais
- Format : couleur - 2.39:1
- Genre : aventures, comédie dramatique
- Durée : 100 minutes
- Dates de sortie[3] :
  - France : 7 février 2024
  - Belgique : 21 février 2024
  - Italie : 22 février 2024

## Distribution
- Emily Bett Rickards (VQ : Geneviève Bédard) : Anja Shymore
- Lumi Pollack (VQ : Emma Bao Linh) : Autumn Edison
- Paul Greene (VQ : Patrice Dubois) : Saul Edison, le père d'Autumn
- Wayne Charles Baker (VQ : Tristan Harvey) : Oré
- Kelly Hope Taylor (VQ : Sarah Desjeunes) : Doria Dargan
- Lucrezia Pini : Celya, la fille d'Oré
- Airam Camacho (VQ : Lily Rose Régnier) : Autumn Edison, âgée de 6 ans
- Eva Avila (VQ : Sofia Blondin) : Ellie, la mère d'Autumn

 Source : version québécoise (VQ) sur Doublage.qc.ca

## Production

### Genèse et développement
Le film est en partie né de la demande de spectateurs de Mia et le Lion blanc (2018), qui demandaient une suite à Gilles de Maistre. Mais le cinéaste explique :

« C’était inenvisageable : la relation entre la jeune fille et le lion s’était arrêtée avec la fin du tournage, et on ne pouvait pas « la reprendre ». Un Mia et le lion blanc 2, était donc exclu… Mais ça m’a fait réfléchir à une autre idée : utiliser le même attelage pour mettre en lumière cette fois la destruction de la forêt amazonienne et le très lucratif et méconnu « trafic d’animaux ». [...] "Un film où cette cause serait portée par une autre relation hors norme : celle entre une enfant et un jaguar. Le prédateur mythique de la forêt amazonienne, le jaguar, très méconnu, que l’on voit rarement dans les films et une toute jeune fille. Mais comme pour Mia, on devrait d’abord réussir à créer une véritable relation entre eux. C’est ainsi qu’est né Le Dernier Jaguar. »

### Tournage
Le tournage dure 60 jours. Il s'est déroulé en deux temps : en janvier 2022 puis entre septembre et décembre 2022. Les prises de vues se sont déroulées au Mexique (notamment à Playa del Carmen) et à Montréal au Canada.
Plusieurs mois avant le tournage, les jeunes actrices Lumi Pollack et Airam Camacho ont participé à un processus d'imprégnation mené par Jean-Philippe Magnone, avec le jaguar originaire du Mexique. L'animal a également du être habitué à la présence des caméras et de l'équipe technique. Le jaguar, né en captivité, a ensuite été placé dans un refuge grâce à la production. Initialement, deux jaguars — Hope et Gem — avaient été sélectionnés. Gille de Maistre explique : « Un an avant le tournage, nous avons démarré l’imprégnation avec Airam, qui incarne Autumn petite. Elle a pu jouer avec Hope et Gem jusqu’à l’âge de quatre mois – ensuite les jaguars ont grandi et c’est devenu risqué pour Airam, alors on a arrêté. On a ainsi mis en boîte toutes les premières images. Pendant ce temps-là, Lumi s’imprégnait aussi avec les jaguars, elle jouait avec eux, mais sans qu’on la filme. Ça a duré un an. Puis le tournage de toute la partie du film où Autumn revient dans la jungle et retrouve son jaguar a pu démarrer. »

## Sortie et accueil

### Critique
En France, le site Allociné propose une note moyenne de 2,7⁄5 basée sur 7 titres de presse.

### Box-office
| Pays ou région    | Box-office                       | Date d'arrêt du box-office | Nombre de semaines |
| ----------------- | -------------------------------- | -------------------------- | ------------------ |
| France            | 1 000 029 entrées                | 29 mai 2024                | 13                 |
| Allemagne         | 1 090 000 entrées                | en cours                   | 10                 |
| Pologne           | 421 000 entrées                  | en cours                   | 5                  |
| Italie            | 253 000 entrées                  | en cours                   | 5                  |
| Autriche          | 110 000 entrées                  | en cours                   | 3                  |
| Russie            | 36 350 entrées                   | en cours                   | 2                  |
| Monde hors France | 2 365 620 entrées                | en cours                   | 5                  |
| Total mondial     | 3 359 531 entrées - 21 468 561 $ | en cours                   |                    |